# On Dangerous Paths
On Dangerous Paths er en amerikansk stumfilm fra 1915 af John H. Collins.

## Medvirkende
- Viola Dana som Eleanor Thurston
- Helen Strickland som Mrs. Thurston
- William West som Mr. Thurston
- Pat O'Malley som Roger Sterritt
- Mrs. William West.